# Siêu cúp bóng đá châu Âu 2022
Trận Siêu cúp châu Âu 2022 là lần tổ chức thứ 47 của trận Siêu cúp châu Âu, trận đấu bóng đá thường niên do UEFA tổ chức giữa hai đội đương kim vô địch của hai giải đấu cấp câu lạc bộ hàng đầu châu Âu, UEFA Champions League và UEFA Europa League. Trận đấu có sự xuất hiện của câu lạc bộ Tây Ban Nha Real Madrid, đội vô địch của UEFA Champions League 2021-22 và câu lạc bộ Đức Eintracht Frankfurt, đội vô địch của UEFA Europa League 2021-22. Trận đấu được diễn ra tại Sân vận động Olympic ở Helsinki, Phần Lan vào ngày 10 tháng 8 năm 2022. Trận đấu này cũng là trận đấu thuộc các giải đấu cấp câu lạc bộ châu Âu đầu tiên xuất hiện Công nghệ bắt việt vị bán tự động (Semi-Automated Offside Technology; viết tắt là SAOT).
Real Madrid giành chiến thắng 2–0 để có chức vô địch Siêu cúp châu Âu lần thứ năm, cùng với Barcelona và Milan là những đội bóng thành công nhất giải đấu.

## Các đội bóng
| Đội                 | Tư cách lọt vào                       | Các lần tham dự trước (in đậm thể hiện năm vô địch) |
| ------------------- | ------------------------------------- | --------------------------------------------------- |
| Real Madrid         | Vô địch UEFA Champions League 2021-22 | 7 (1998, 2000, 2002, 2014, 2016, 2017, 2018)        |
| Eintracht Frankfurt | Vô địch UEFA Europa League 2021-22    | Không                                               |

Đây là lần góp mặt thứ tám của Real Madrid tại Siêu cúp châu Âu, trước đó họ từng vô địch bốn lần và về nhì trong ba lần tham dự trước đây. Đây cũng là lần đầu tiên Eintracht Frankfurt góp mặt tại Siêu cúp châu Âu và họ có cơ hội để đoạt siêu cúp lần đầu tiên.

## Địa điểm

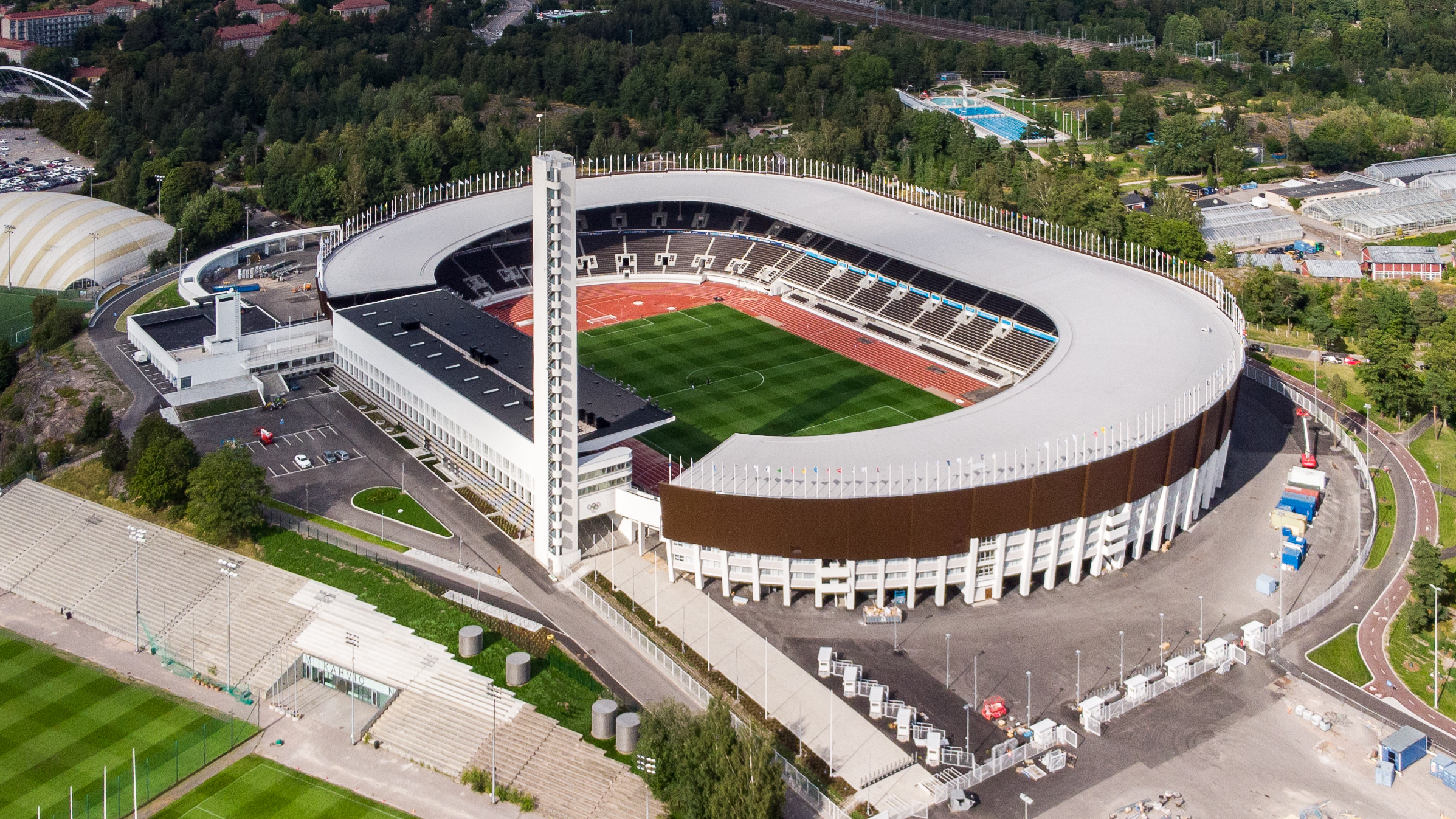
Sân vận động Olympic ở Helsinki là nơi tổ chức trận đấu.

Sân vận động Olympic Helsinki được Ủy ban điều hành UEFA lựa chọn làm nơi đăng cai trận đấu trong cuộc họp của họ ở Amsterdam, Hà Lan vào ngày 2 tháng 3 năm 2020. Hiệp hội bóng đá Albania cũng đã đấu thầu cho trận đấu được tổ chức ở Tirana, nhưng đã rút lui trước khi bầu, thay vào đó tập trung vào việc giành quyền đăng cai trận chung kết UEFA Europa Conference League 2022.
Trận đấu này là trận chung kết giải đấu cấp câu lạc bộ UEFA đầu tiên được tổ chức ở Phần Lan. Sân vận động này trước đây được sử dụng làm địa điểm cho Giải vô địch bóng đá nữ châu Âu 2009, nơi mà đã tổ chức 4 trận đấu vòng bảng và trận chung kết.

## Trước trận đấu

### Tổ trọng tài
Vào ngày 3 tháng 8 năm 2022, UEFA đã chỉ định trọng tài người Anh Michael Oliver làm trọng tài chính của trận đấu này. Oliver hiện đang là trọng tài FIFA kể từ năm 2012, từng bắt chính tại giải vô địch bóng đá châu Âu 2020 và là trọng tài chính tại trận chung kết giải vô địch bóng đá U-17 thế giới 2015. Ông sẽ bắt chính cùng hai trợ lý trọng tài đồng hương là Stuart Burt và Simon Bennett, trong khi trọng tài Donatas Rumšas đến từ Litva được chỉ định làm trọng tài thứ tư. Tomasz Kwiatkowski đến từ Ba Lan được chọn làm trợ lý trọng tài video (VAR), trong khi đó đồng hương Bartosz Frankowski và Tiago Martins đến từ Bồ Đào Nha được chỉ định làm trọng tài hỗ trợ cho trọng tài VAR.

## Thông tin trận đấu

### Chi tiết
Đội vô địch Champions League được chỉ định là đội "nhà" vì mục đích hành chính.
| Real Madrid               | 2–0      | Eintracht Frankfurt |
| ------------------------- | -------- | ------------------- |
| - Alaba 37' - Benzema 65' | Chi tiết |                     |

| Real Madrid | Eintracht Frankfurt |

| GK               | 1  | Thibaut Courtois    |  |     |
| RB               | 2  | Dani Carvajal       |  | 85' |
| CB               | 3  | Éder Militão        |  |     |
| CB               | 4  | David Alaba         |  |     |
| LB               | 23 | Ferland Mendy       |  |     |
| CM               | 10 | Luka Modrić         |  | 67' |
| CM               | 14 | Casemiro            |  |     |
| CM               | 8  | Toni Kroos          |  | 85' |
| RF               | 15 | Federico Valverde   |  | 76' |
| CF               | 9  | Karim Benzema (c)   |  |     |
| LF               | 20 | Vinícius Júnior     |  | 85' |
| Dự bị:           |    |                     |  |     |
| GK               | 13 | Andriy Lunin        |  |     |
| DF               | 5  | Jesús Vallejo       |  |     |
| DF               | 6  | Nacho               |  |     |
| DF               | 22 | Antonio Rüdiger     |  | 85' |
| MF               | 17 | Lucas Vázquez       |  |     |
| MF               | 18 | Aurélien Tchouaméni |  | 85' |
| MF               | 19 | Dani Ceballos       |  | 85' |
| MF               | 25 | Eduardo Camavinga   |  | 76' |
| FW               | 7  | Eden Hazard         |  |     |
| FW               | 11 | Marco Asensio       |  |     |
| FW               | 21 | Rodrygo             |  | 67' |
| FW               | 24 | Mariano             |  |     |
| Huấn luyện viên: |    |                     |  |     |
| Carlo Ancelotti  |    |                     |  |     |

| GK               | 1  | Kevin Trapp         |       |     |
| CB               | 18 | Almamy Touré        |       | 70' |
| CB               | 35 | Tuta                |       |     |
| CB               | 2  | Evan Ndicka         |       |     |
| CM               | 8  | Djibril Sow         |       |     |
| CM               | 17 | Sebastian Rode (c)  |       | 58' |
| RM               | 36 | Ansgar Knauff       |       |     |
| LM               | 25 | Christopher Lenz    |       |     |
| RW               | 15 | Daichi Kamada       |       |     |
| CF               | 19 | Rafael Santos Borré |       |     |
| LW               | 29 | Jesper Lindstrøm    |       | 58' |
| Dự bị:           |    |                     |       |     |
| GK               | 31 | Jens Grahl          |       |     |
| GK               | 40 | Diant Ramaj         |       |     |
| DF               | 5  | Hrvoje Smolčić      |       |     |
| DF               | 22 | Timothy Chandler    |       |     |
| MF               | 6  | Kristijan Jakić     |       |     |
| MF               | 20 | Makoto Hasebe       |       |     |
| MF               | 27 | Mario Götze         |       | 58' |
| FW               | 9  | Randal Kolo Muani   |       | 58' |
| FW               | 11 | Faride Alidou       |       |     |
| FW               | 21 | Lucas Alario        | 90+2' | 70' |
| FW               | 23 | Jens Petter Hauge   |       |     |
| Huấn luyện viên: |    |                     |       |     |
| Oliver Glasner   |    |                     |       |     |

| Cầu thủ xuất sắc nhất trận đấu: Casemiro (Real Madrid) Trợ lý trọng tài: Stuart Burt (Anh) Simon Bennet (Anh) Trọng tài thứ tư: Donatas Rumšas (Litva) Trợ lý trọng tài video: Tomasz Kwiatkowski (Ba Lan) Trợ lý tổ trợ lý trọng tài video: Bartosz Frankowski (Ba Lan) Tiago Martins (Bồ Đào Nha) | Luật trận đấu - 90 phút thi đấu chính thức - 30 phút của hiệp phụ nếu tỷ số hòa sau thời gian thi đấu chính thức - Loạt sút luân lưu nếu tỷ số vẫn hòa sau hiệp phụ - Mỗi đội có 12 cầu thủ dự bị - Mỗi đội thay tối đa 5 cầu thủ, với cầu thủ thứ sáu được phép thay ở hiệp phụ |

### Thống kê
| Thống kê           | Real Madrid | Eintracht Frankfurt |
| ------------------ | ----------- | ------------------- |
| Bàn thắng ghi được | 1           | 0                   |
| Tổng cú sút        | 7           | 4                   |
| Cú sút trúng đích  | 3           | 2                   |
| Cứu thua           | 2           | 2                   |
| Kiểm soát bóng     | 63%         | 37%                 |
| Phạt góc           | 3           | 1                   |
| Phạm lỗi           | 3           | 7                   |
| Việt vị            | 1           | 2                   |
| Thẻ vàng           | 0           | 0                   |
| Thẻ đỏ             | 0           | 0                   |

| Thống kê           | Real Madrid | Eintracht Frankfurt |
| ------------------ | ----------- | ------------------- |
| Bàn thắng ghi được | 1           | 0                   |
| Tổng cú sút        | 5           | 2                   |
| Cú sút trúng đích  | 3           | 1                   |
| Cứu thua           | 1           | 2                   |
| Kiểm soát bóng     | 52%         | 48%                 |
| Phạt góc           | 0           | 0                   |
| Phạm lỗi           | 4           | 7                   |
| Việt vị            | 1           | 2                   |
| Thẻ vàng           | 0           | 1                   |
| Thẻ đỏ             | 0           | 0                   |

| Thống kê           | Real Madrid | Eintracht Frankfurt |
| ------------------ | ----------- | ------------------- |
| Bàn thắng ghi được | 2           | 0                   |
| Tổng cú sút        | 12          | 6                   |
| Cú sút trúng đích  | 6           | 3                   |
| Cứu thua           | 3           | 4                   |
| Kiểm soát bóng     | 57%         | 43%                 |
| Phạt góc           | 3           | 1                   |
| Phạm lỗi           | 7           | 14                  |
| Việt vị            | 2           | 4                   |
| Thẻ vàng           | 0           | 1                   |
| Thẻ đỏ             | 0           | 0                   |